# Ron Tauranac
Ronald Sidney Tauranac, AO, mais conhecido como Ron Tauranac (Gillingham, 13 de janeiro de 1925 – Sunshine Coast, 17 de julho de 2020), foi um engenheiro e projetista australiano.

## Biografia
Conjuntamente com o piloto de Fórmula 1, Jack Brabham, Tauranac fundou em 1962 a equipe de corridas Motor Racing Developments (MRD), que acabaria ficando conhecida como Brabham. Após a aposentadoria de Brabham ao fim da temporada de 1970, Tauranac continuou como responsável pela equipe até 1972, quando a vendeu para Bernie Ecclestone.
| “ | Eu gosto de pensar que qualquer sucesso que eu tive projetando carros veio através do correto balanceamento entre teoria e prática. Teoria é muito importante, é claro, mas é a prática que faz as coisas funcionarem na pista. | ” |

Durante os anos que a MRD esteve sob o comando de Brabham e Tauranac, ela teve grande sucesso. Participando da Fórmula 1, a principal categoria do automobilismo, a equipe conquistou quatro títulos mundiais. Os dois primeiros ocorreram em 1966, com Jack Brabham vencendo o título de pilotos (se tornando o primeiro piloto a vencer o título correndo em seu próprio carro) e de construtores para a equipe, com o carro Repco Brabham BT19; e os outros dois ocorrendo no ano seguinte, com Denny Hulme como campeão, e Brabham terminando com o vice-campeonato, e novamente vindo o de construtores (com o Repco Brabham BT24).
Mesmo tendo conquistado quatro títulos mundiais, e vencido treze corridas até sua venda à Ecclestone na Fórmula 1, o sucesso na Fórmula 2 foi ainda maior, com a equipe vencendo 28 das 47 principais corridas disputadas na categoria de um litro entre as temporadas de 1964 e 1966. Nesta última, a parceria Brabham-Honda resultou na vitória de 12 das 15 corridas, com uma parceria particular Brabham-Cosworth vencendo outras duas das restantes. O sucesso continuou na categoria de 1600 cc da Fórmula 2 entre 1967 e 1971, com carros produzidos pela Brabham vencendo 33 das 107 principais corridas. Durante esse período, do primeiro carro da equipe, o BT1, até o último, o BT39, desenvolvido em 1972, Tauranac foi o responsável pela construção de 592 carros.
Em 1974, Tauranac fundou a empresa Ralt no Reino Unido, após previamente ter utilizado o nome durante os anos 1950 na Austrália – tendo inclusive vencido o New South Wales Hillclimb Championship em 1954 com um carro nomeado como Ralt 500. O primeiro chassi desenvolvido pela nova Ralt, o Ralt RT1, se mostrou um novo sucesso para Tauranac, terminando campeão da estreante Fórmula 3 Europeia em 1975 nas mãos do seu conterrâneo Larry Perkins. O mesmo aconteceria na temporada de 1978, agora com Jan Lammers. Para 1979, Ron desenvolveu dois novos chassis, o RT2 para a Fórmula 2, e RT3 para a Fórmula 3. O RT3 resultaria no terceiro título da Ralt na Fórmula 3, com o mesmo ocorrendo em 1983, com Pierluigi Martini. Um sucesso ainda maior seria visto na versão britânica da competição, com a Ralt vencendo oito títulos em nove anos. Em outubro de 1988, Tauranac vendeu a Ralt para a March Engineering por 1,25 milhão de libras. Durante os anos de 1974 e 1993, a Ralt desenvolveu 1083 carros, dos quais Tauranac foi responsável direta ou indiretamente por 1047.
Mesmo tendo concentrado seus esforços no desenvolvimento de carros para a Ralt após a venda da Brabham, Tauranac trabalhou durante alguns período novamente na Fórmula 1. O primeiro ocorreu logo no ano seguinte ao seu desligamento da empresa que fundara, em 1973, trabalhando durante um breve período como consultor no desenvolvimento de um novo chassi para a Frank Williams Racing Cars, equipe precursora à Williams F1; assim como passou a trabalhar no desenvolvimento de uma versão para Fórmula 1 do carro de Fórmula 5000 da equipe Trojan durante o mesmo período. Tauranac teria um novo breve retorno em 1978, quando foi o responsável pelo desenvolvimento do carro da Theodore Racing para aquela temporada. Sua última passagem por uma equipe na Fórmula 1 ocorreu pela Arrows.
Morreu no dia 17 de julho de 2020 em Sunshine Coast, aos 95 anos.